# این روزگار محشر
این روزگار محشر یا این هنگامهٔ بی‌عیب (به انگلیسی: This Perfect Day) رمانی علمی-تخیلی و پادآرمان‌شهری از آیرا لوین است که نخستین بار در سال ۱۹۷۰ به چاپ رسید. این کتاب را معمولاً با ۱۹۸۴ نوشتهٔ جرج اورول و دنیای قشنگ نو نوشتهٔ آلدوس هاکسلی مقایسه می‌کنند. لوین در سال ۱۹۹۴ جایزه پرومتئوس را به خاطر این کتاب دریافت کرد.
این کتاب در ایران توسط جمشید نرسی با نام «یونی کامپ» ترجمه شده و در سال ۱۳۶۲ به چاپ رسیده‌است.

## پس‌زمینه
با «آرمان‌شهری» طرف هستیم که در آن با کمک همسان‌سازی و یاری داروهای آرام‌بخش جامعه‌ای آرام و یک‌دست ساخته شده‌است. انسان‌ها همه در آرامش و آسایش در کنار هم زندگی می‌کنند. از تفاوت تا جای ممکن دوری شده‌است. چشم‌ها همه یک رنگند، برای هر جنس چهار نام بیشتر وجود ندارد.
دنیا را رایانه‌ای به نام یونی‌کامپ اداره می‌کند و همهٔ انسان‌ها با برنامه‌ریزی این رایانه زندگی می‌کنند. همه دست‌بندی دارند که تنها یک بار در سال در روز همبستگی آن را باز می‌کنند.
همه جا اسکنرهایی وجود دارد که با استفاده از این دست‌بندها جابجایی و ورود و خروج انسان‌ها را کنترل و ثبت می‌کنند. برای رفتن به هر جایی نیاز به اجازه گرفتن از پویشگر (اسکنر) هست. درها تنها با پویشگر باز می‌شوند.
از سوی دیگر ذهن انسان‌ها با استفاده از فرایندی به نام «درمان‌کاری» آرام نگه داشته می‌شود. هر ماه، هر کس دارویی تزریقی دریافت می‌کند که ذهن و سوخت‌وساز بدن را کنترل کرده و در حالت عادی نگاه می‌دارد.
عمر نهایی انسان‌ها ۶۲ سال است.

## چکیدهً داستان
لی.آر. ام که پدربزرگش او را چیپ می‌نامد، پسری است اندکی غیرعادی. مهم‌ترین جنبهٔ فیزیکی این غرابت چشم‌های اوست که یکی قهوه‌ای جهانی و دیگر سبز همرنگ چشمهای جد اوست که فضانورد بوده.
چیپ فردیت دارد که پدربزرگش هم آن را تقویت می‌کند. وقتی خانواده با هم به بازدید از یونی‌کامپ می‌روند، پدربزرگ راهی مخفی را به چیپ نشان می‌دهد که به قلب یونی‌کامپ واقعی می‌رود...